# Château de Seehof
Le château de Seehof (Schloß Seehof) est l'ancienne résidence d'été des princes-évêques de Bamberg. Il se trouve à cinq kilomètres à l'est de Bamberg, en Franconie, et appartient aujourd'hui à la commune de Memmelsdorf. Il est entouré d'un parc de vingt-et-un hectares, autrefois de style baroque. Des bassins réservés à la pisciculture (notamment l'élevage de carpes) s'y trouvent.

## Historique

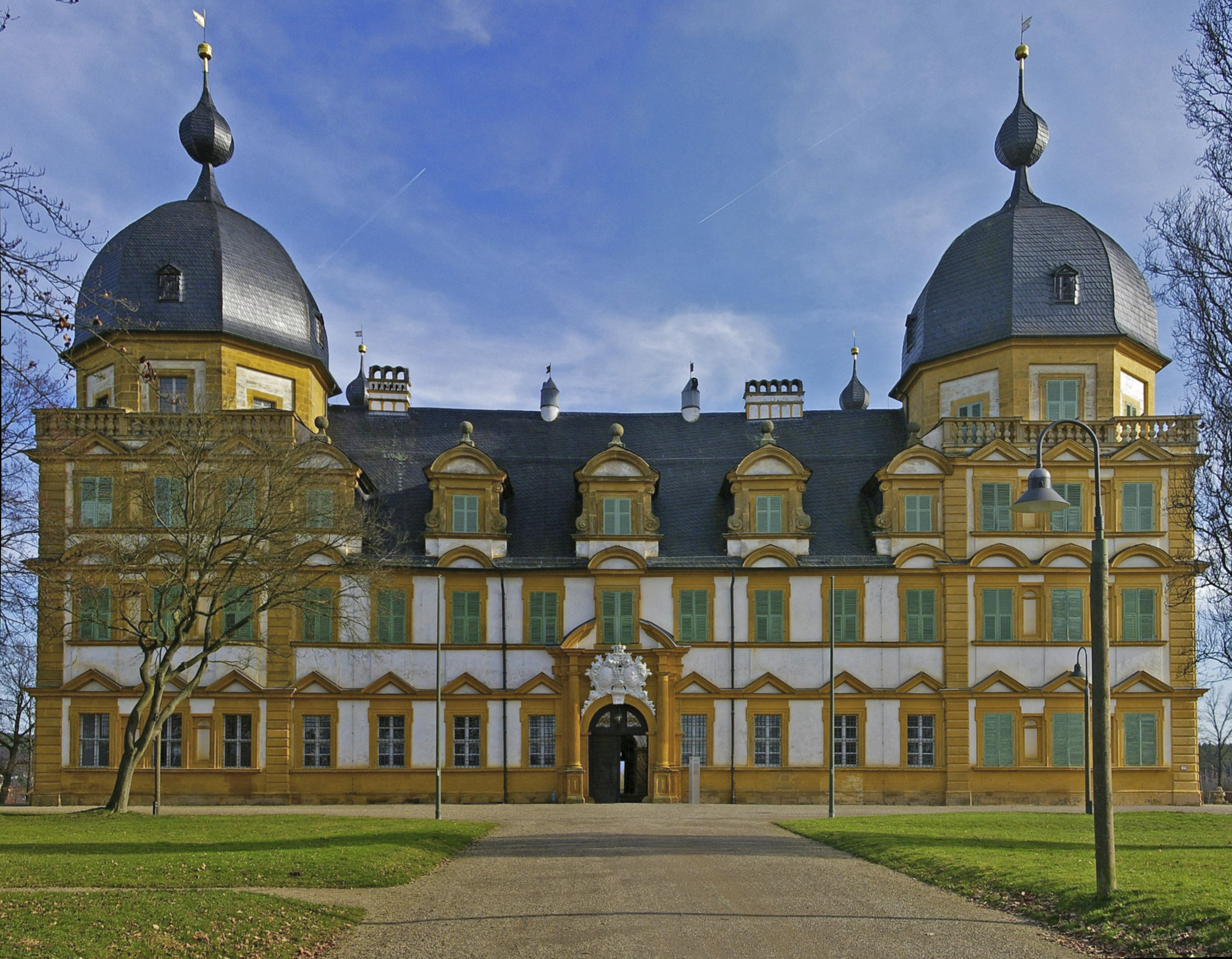
Façade d'honneur du château

C'est au XVe siècle qu'a été construit à cet endroit un pavillon de chasse. Le prince-évêque Marquard Sebastian Schenk von Stauffenberg y fait construire le château actuel par Antonio Petrini entre 1687 et 1696. Son plan en quadrilatère autour d'une cour intérieure s'inspire de celui du château de Johannisburg situé à Aschaffenbourg.
Le prince-évêque Lothaire-François de Schönborn fait dessiner un parc avec des fontaines, des statues, des bosquets et un théâtre de verdure, mais c'est surtout le prince-évêque Adam de Seinsheim (1708-1779) qui l'embellit entre 1757 et 1779 avec un labyrinthe (qui n'existe plus), des jeux d'eau, et nombre de statues baroques, en particulier celles de Ferdinand Tietz, comme à la roseraie du palais des princes-évêques à Bamberg.
Après la confiscation des biens de l'Église en 1803 et la sécularisation de leurs terres, Seehof passe entre les mains de familles successives pendant cent cinquante ans. L'aspect extérieur du château est modifié au fil des années, le jardin perd son dessin à la française, les cascades ne fonctionnent plus et les statues changent de place, certaines sont vendues (on en trouve au Metropolitan Museum of Art de New York).
L'État libre de Bavière acquiert le domaine en 1975. Les travaux de restauration du château se prolongent jusqu'en 1990. Neuf salons sont rapidement ouverts au public, tandis que les collections d'objets d'art s'enrichissent de nouvelles pièces.

## Illustrations de l’extérieur

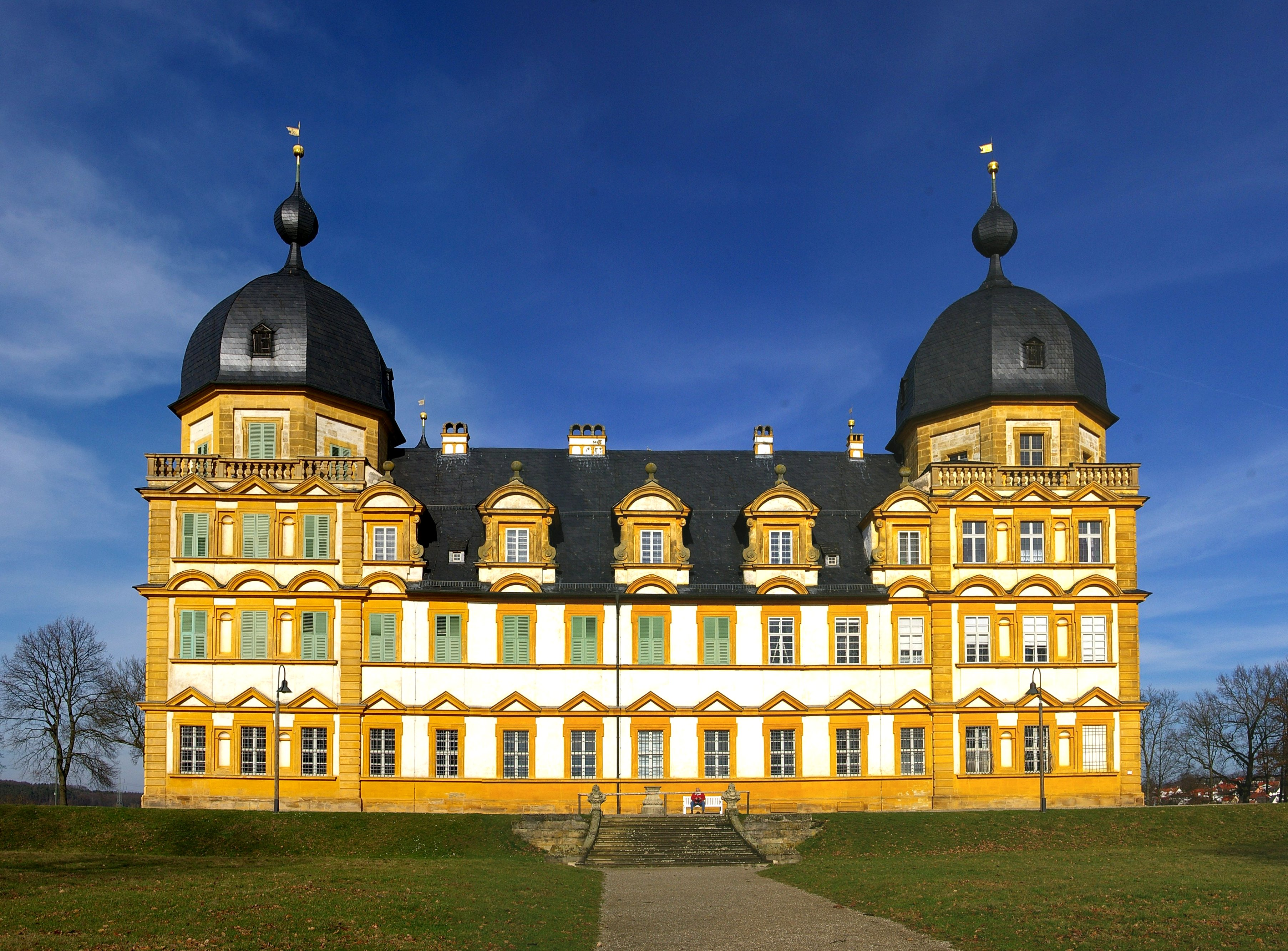
Façade du château côté parc
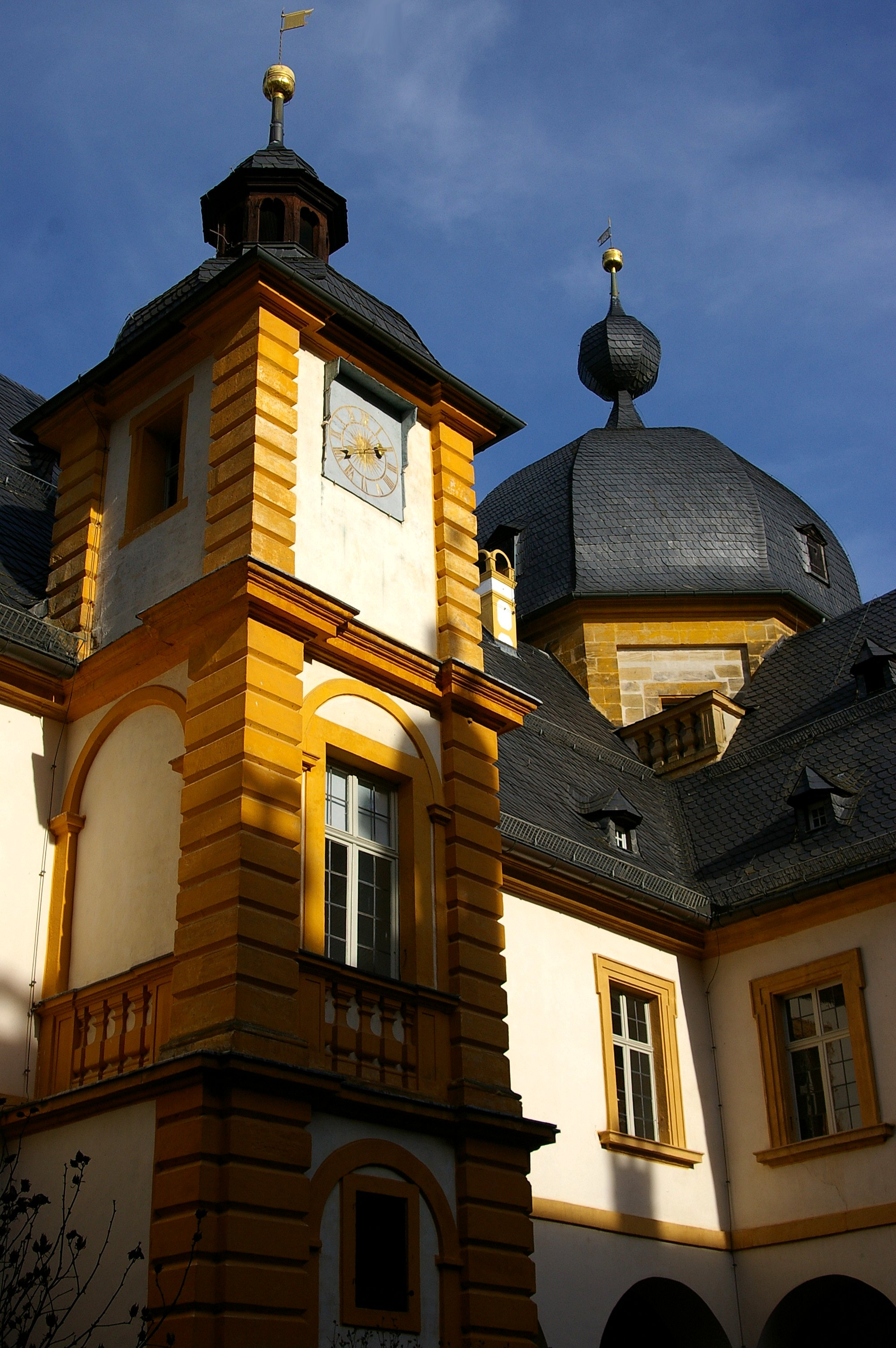
Détail de la cour intérieure
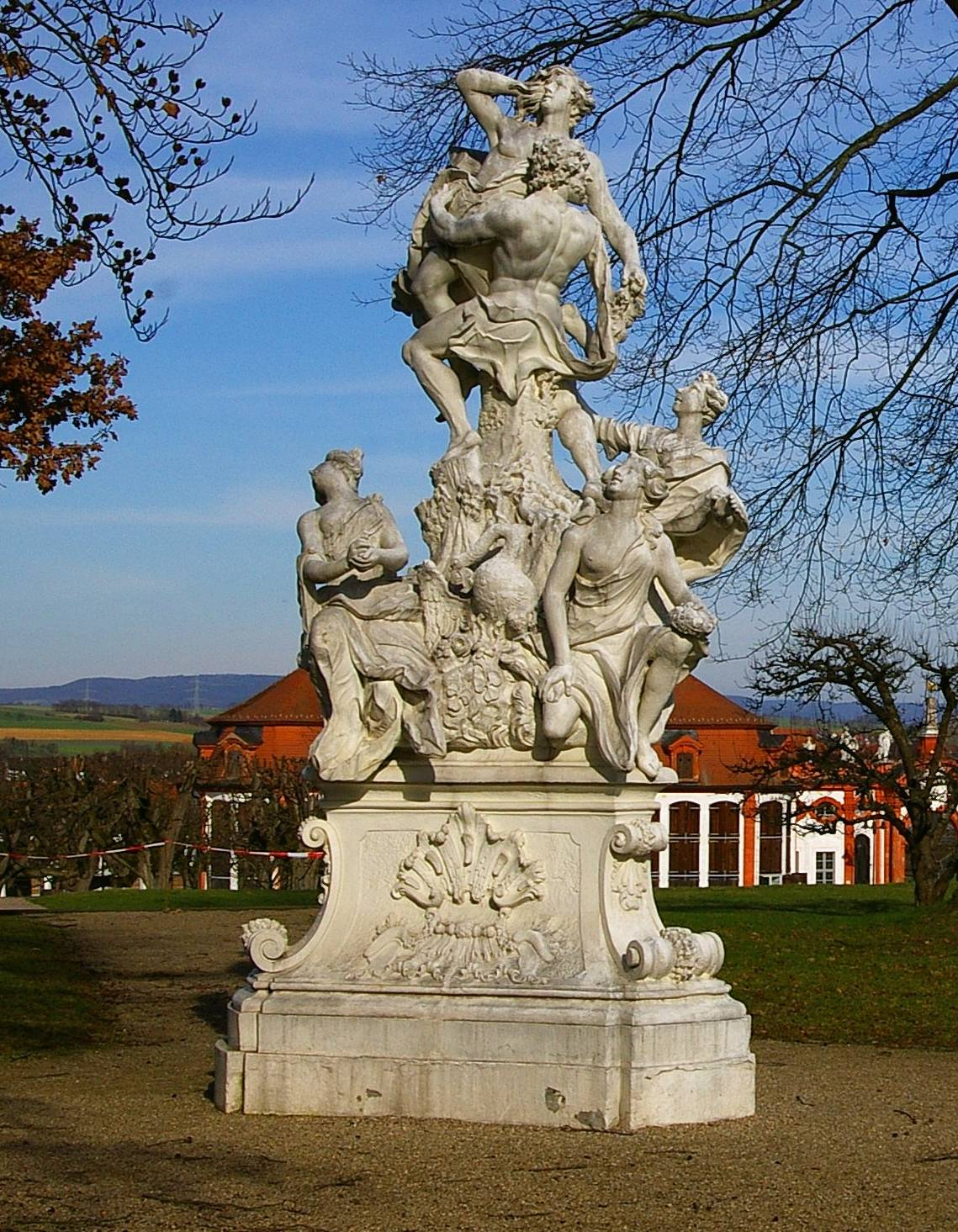
Statue de Ferdinand Tietz (1708-1777) représentant l'enlèvement de Proserpine
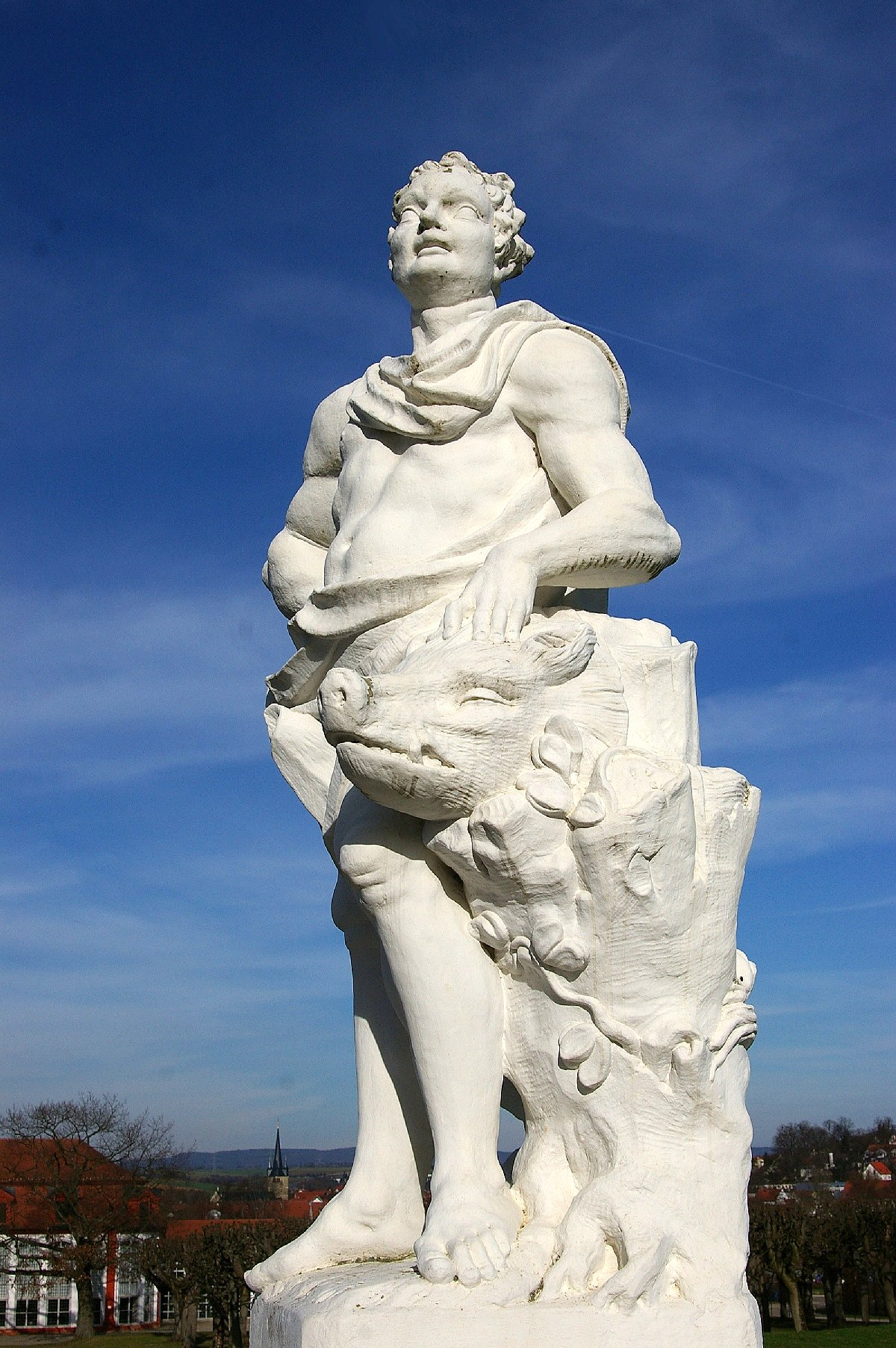
Statue de Ferdinand Tietz représentant Méléagre et le sanglier de Calydon

## La cascade

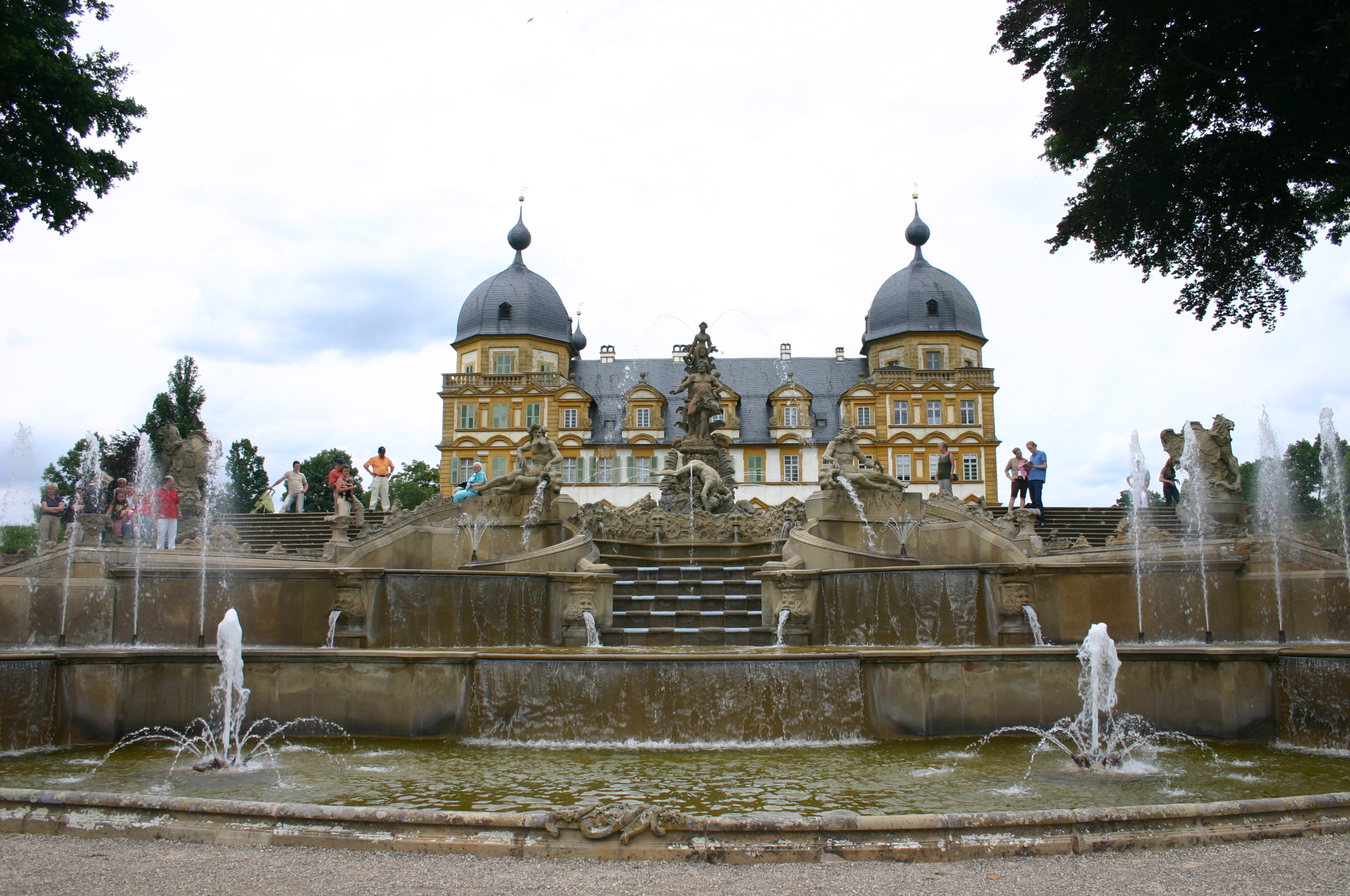
La cascade de Neptune

Le prince-évêque Adam de Seinsheim fait construire entre 1764 et 1771 une cascade de jeux d'eau, dédiée à Neptune, pour marquer son rang. Les plans sont de Johann Michael Fischer et les statues de Ferdinand Tietz. Un canal souterrain de 640 mètres est même creusé, tandis que les fontaines sont alimentées de différentes sources. Les jeux d'eau ne fonctionnaient plus, l'ensemble étant dans un grand état d'abandon, lorsque l'État de Bavière achète le château. La restauration a duré vingt ans, et la cascade a été inaugurée à nouveau, le 22 juillet 1995.

## L'orangerie

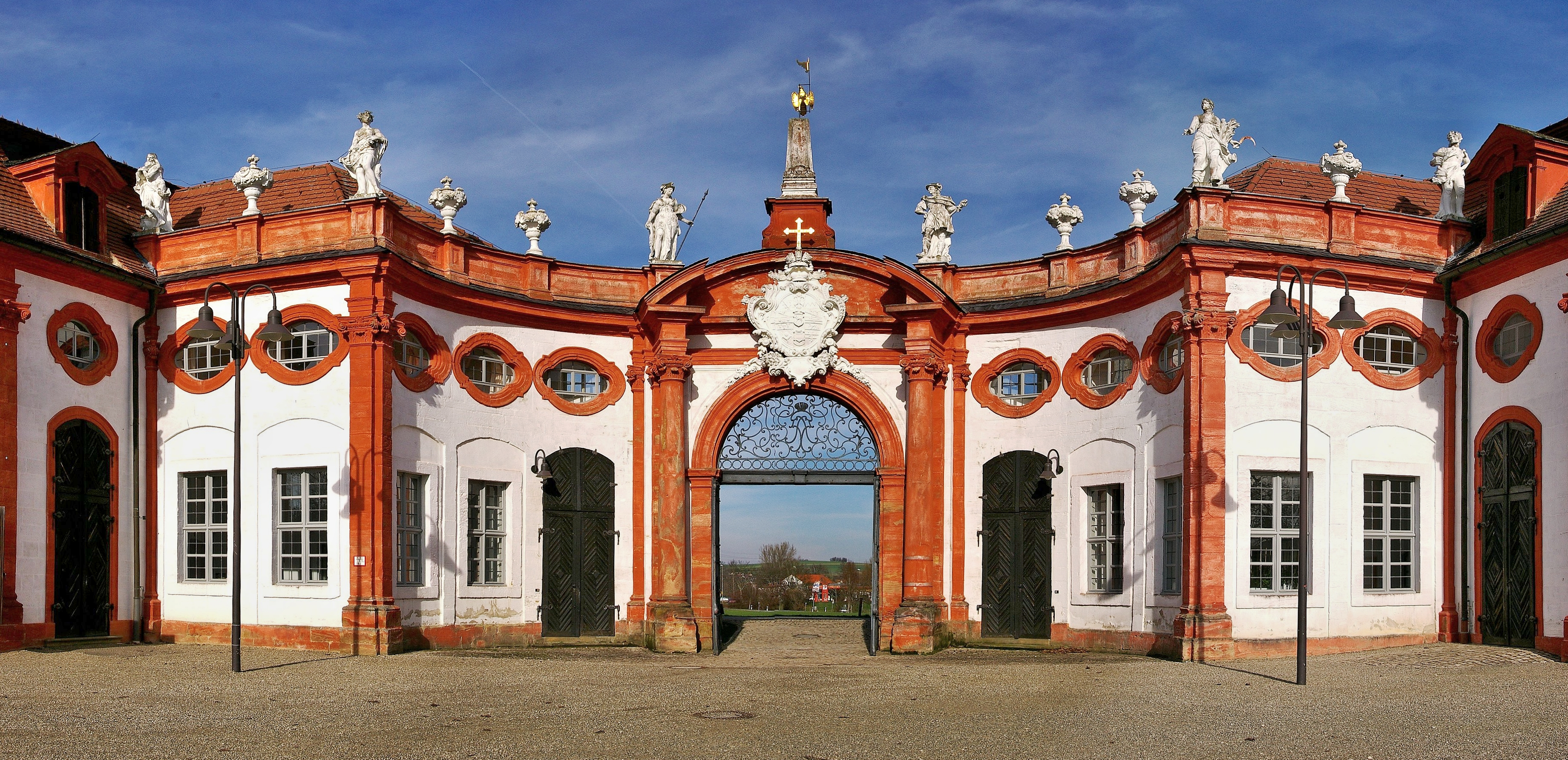
Vue de la porte de Memmelsdorf de l'orangerie

L'orangerie de Seehof, avec ses statues, sa tour de Memmelsdorf et ses deux ailes, est l'orangerie la plus célèbre de Franconie. Une première orangerie avait été construite par Mgr de Schönborn en 1723, lorsque son successeur et neveu, Mgr de Schönborn-Buchheim (1674-1746), décide en 1733 d'en édifier une nouvelle, selon les plans de Balthasar Neumann. Les travaux sont menés par Justus Heinrich Dientzenhofer (1702-1744), membre de la fameuse famille d'architectes et cousin de Kilian Ignace Dientzenhofer. L'aile ouest abrite aujourd'hui un musée consacré à Ferdinand Tietz.

## Illustrations de l’intérieur

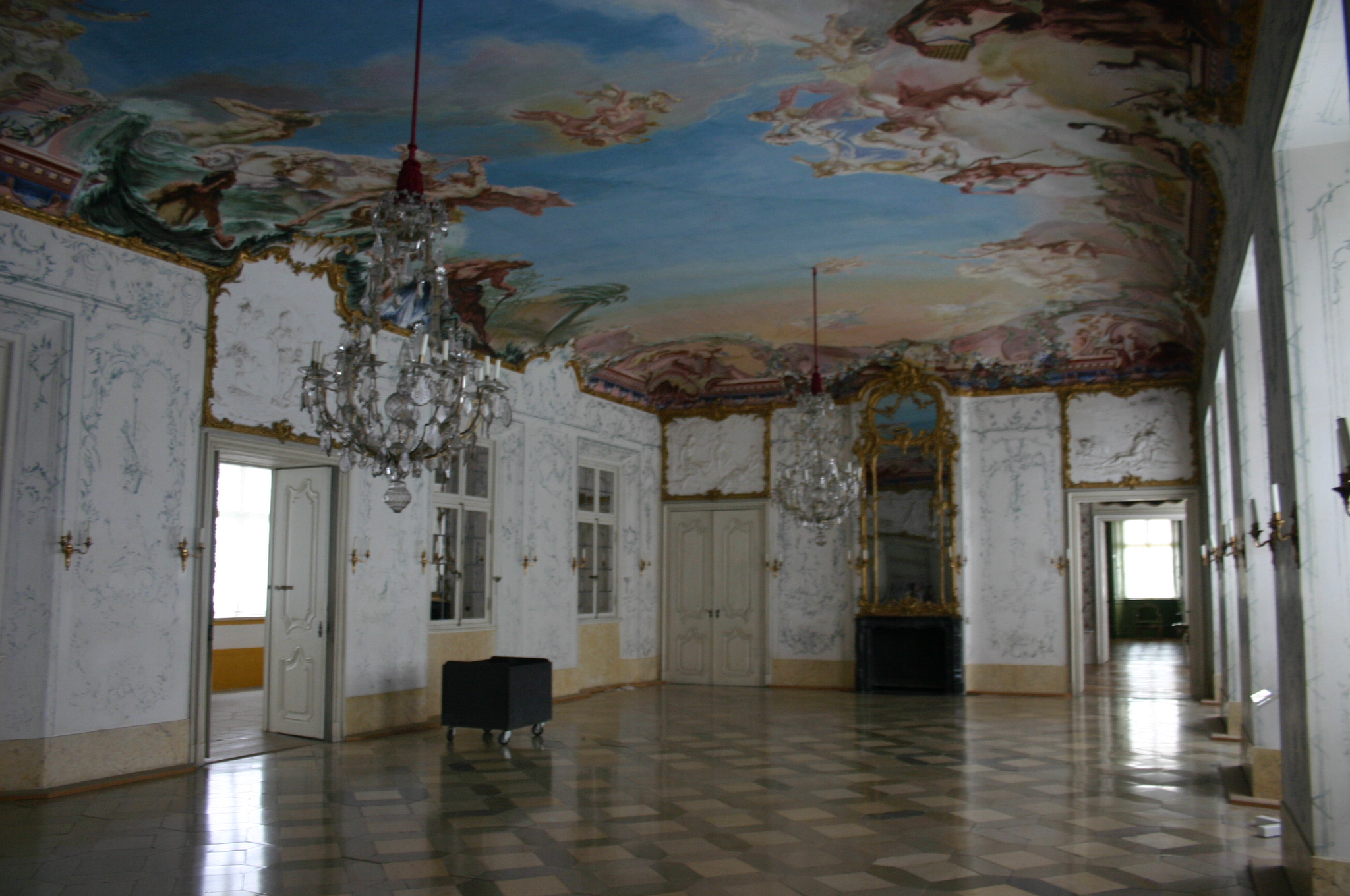
Vue du grand salon blanc d'apparat, avec son plafond de Joseph Ignaz Appiani
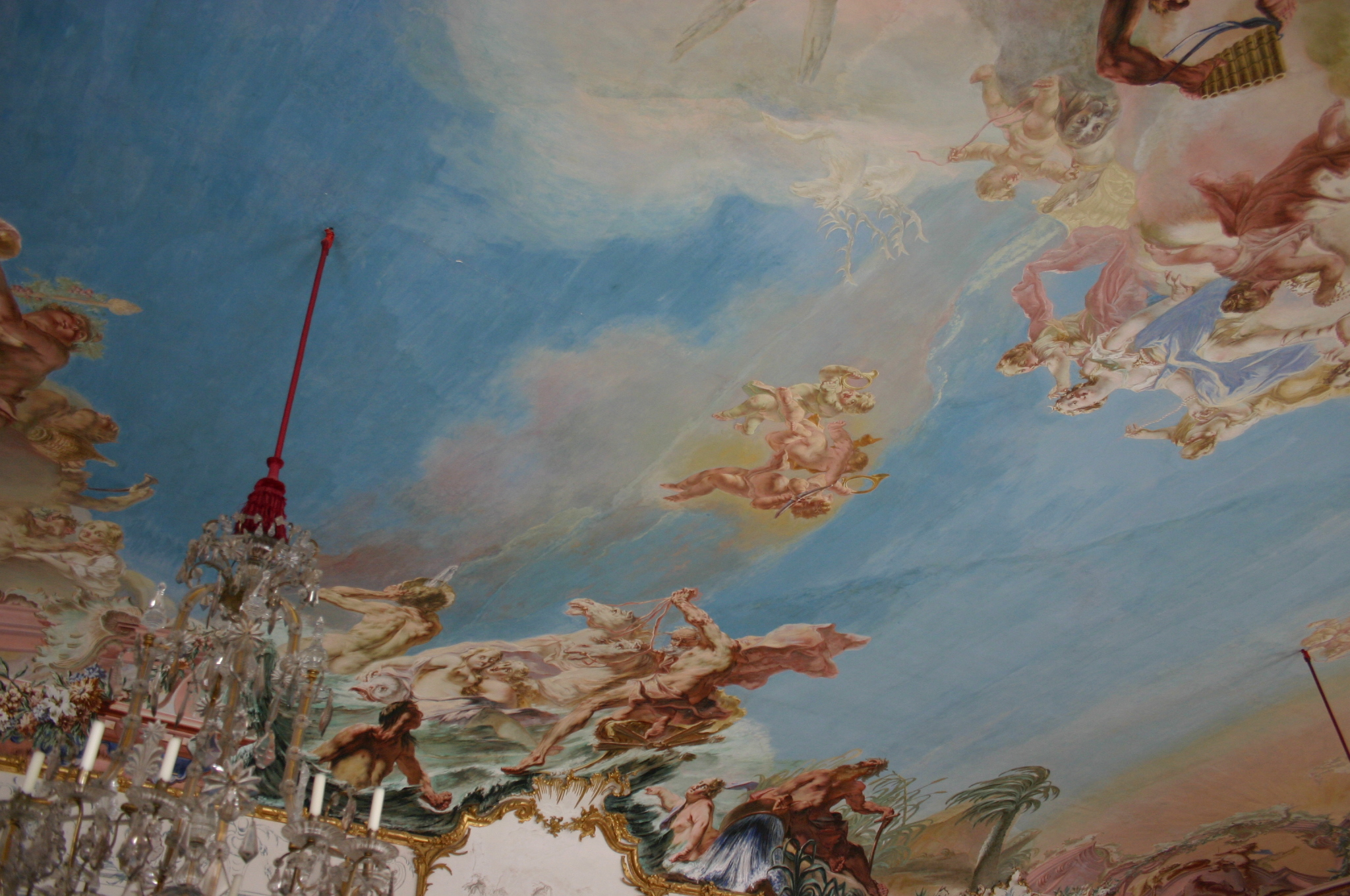
Détail du plafond d'Appiani représentant la flèche de l'Amour
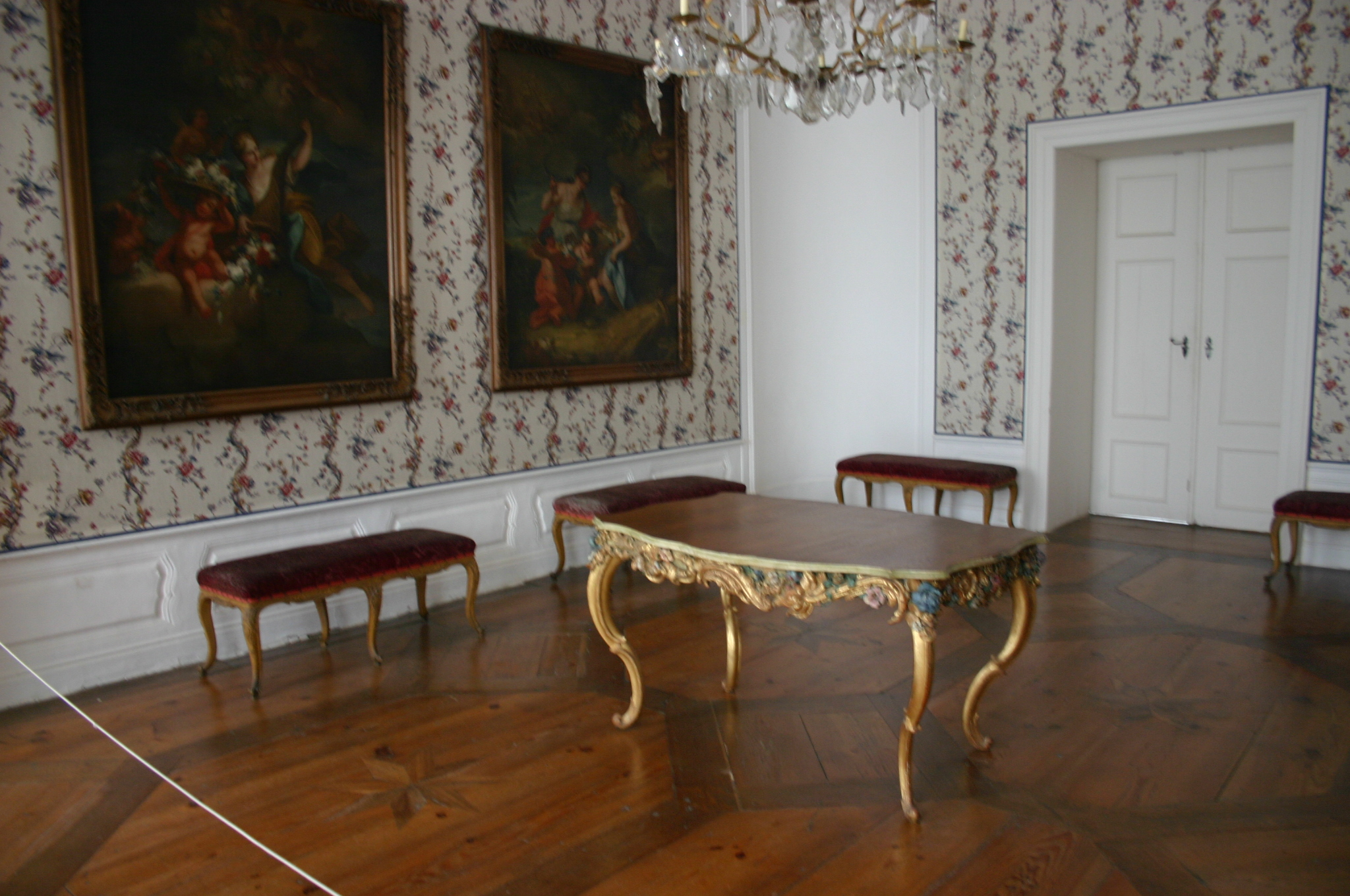
Antichambre du prince-évêque, servant de salle d'attente avant les audiences
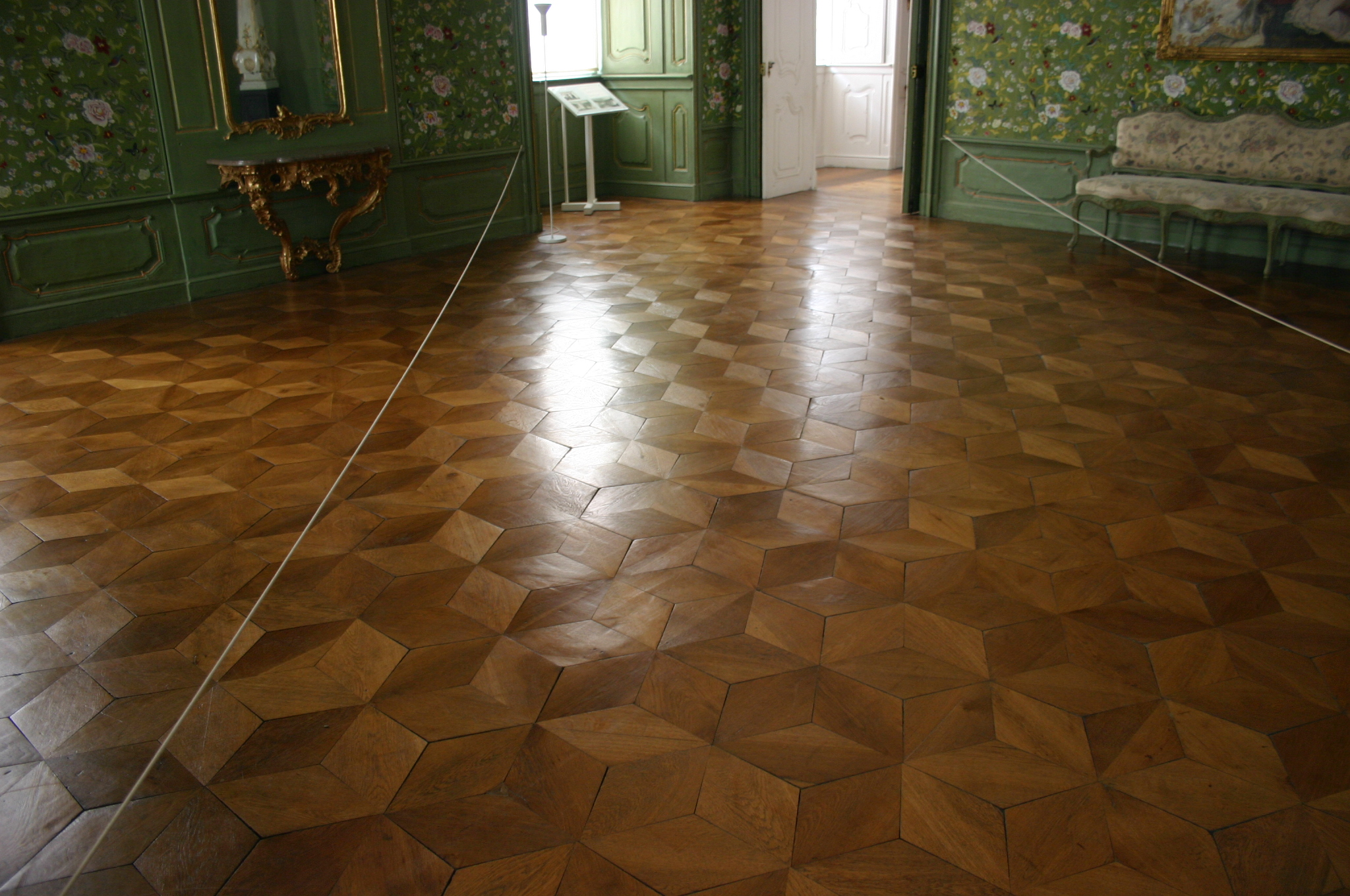
Parquet de la salle d'audience

## Source
- Le château de Seehof sur Commons

- (de) Cet article est partiellement ou en totalité issu de l’article de Wikipédia en allemand intitulé « Schloss Seehof » (voir la liste des auteurs).